# Bateria FB-35
Bateria FB 35 Srebrna Góra – bateria artylerii ciężkiej, w III obszarze warownym twierdzy Kraków, element zespołu dzieł obronnych fortu pancernego „Skała”. Powstała w czasie rozbudowy twierdzy w latach w 1878–84. Ma nietypową, górską budowę tarasową. Składa się z czterech stanowisk artyleryjskich dla ciężkich dział, rozdzielonych poprzecznicami. Narys prostego wału o poprzełamywanym czole, od strony barków krótkie odcinki wałów. Wał osłaniający północne skrzydło jest nieco wyższy. Od strony klasztoru (wschodniej) otwarta, nie posiada umocnień.
Uzbrojeniem były cztery moździerze kalibru 240 mm wz. 1898; w czasie rosyjskiej ofensywy, w dniach 5–6 grudnia 1914 bateria wspierała ogniem obrońców we wschodniej części miasta.
Obiekt zachowany w dobrym stanie. Znajduje się przy Klasztorze Kamedułów na Srebrnej Górze, na skraju Lasu Wolskiego przy ul. Konarowej.